# 雨樟镇
雨樟镇，是中华人民共和国贵州省黔西南布依族苗族自治州兴仁市下辖的一个乡镇级行政单位。

## 行政区划
雨樟镇下辖以下地区：
雨樟村、上坝田村、格沙屯村、大果朵村、团田村、交乐村、长庆村、新发村、长田村、青底村和并嘎村。